# Jürgen W. Schmidt
Pour les articles homonymes, voir Schmidt.
Jürgen Wolfgang Schmidt (né le 5 mai 1958 à Weißenberg) est un officier et historien allemand.

## Biographie
La famille de Schmidt est originaire de Silésie ; elle est expulsée en 1947. Du côté de sa mère, il se dit sorabe. Après avoir obtenu son diplôme d'études secondaires en 1976, il sert comme officier dans l'Armée populaire nationale et dans la Bundeswehr. Après la fin de son service, il commence à étudier l'histoire, la psychologie et l'éducation interculturelle à l'Université par correspondance d'Hagen (de) en 1993. Il rédige sa thèse de maîtrise en 1997 sur le service de renseignement militaire russe pendant la guerre russo-japonaise (1904/05). En 2004, il obtient un doctorat sous la direction de Peter Brandt (de) au Département des sciences culturelles et sociales avec sa thèse „Der Herr Kriegsminister erachtet es im Interesse des militärischen Nachrichtenwesens für dringend wünschenswert…“. Der militärische Nachrichtendienst des Großen Generalstabes und sein Zusammenwirken mit den preußischen Verwaltungsbehörden beim Nachrichtendienst und der Spionageabwehr, vorrangig dargestellt am Beispiel des Regierungsbezirks Bromberg in den Jahren von 1890–1914. Les résultats sont présentés lors d'une conférence du groupe de travail sur l'histoire de la Prusse (de)
Ses travaux portent principalement sur l’histoire de la Prusse et sur l’histoire des services secrets. Schmidt est l'éditeur de nombreux livres et auteur d'articles (Jahrbuch Preußenland, etc.) et réviseur (Baltische Studien, Militärgeschichtliche Zeitschrift (de), Jahrbücher für Geschichte Osteuropas (de), Forschungen zur Brandenburgischen und Preußischen Geschichte, etc). En 2013, il donne une conférence lors d'une conférence du Département « Connaissance – Culture – Transformation » et de l'Institut historique de l'Université de Rostock sur « L'acquisition d'informations officiellement nécessaires par les canaux des services secrets par les consuls et diplomates allemands en Chine (1896-1917) ». Il est notamment membre du groupe de discussion sur les services de renseignement en Allemagne (de) et membre du conseil consultatif scientifique de la revue polonaise d'histoire militaire Przeglad Hystoryczno Wojskowy. Jusqu'à sa retraite, Schmidt travaille pour un lobby industriel à Berlin.

## Publications (sélection)
- Gegen Russland und Frankreich. Der deutsche militärische Geheimdienst 1890–1914 (= Geheimdienstgeschichte. Bd. 1). Ludwigsfelder Verlagshaus, Ludwigsfelde 2006,  (ISBN 3-933022-35-5). (3. Auflage 2009)
- (Red.): Über Preußen. Drei Vorträge (= Schriftenreihe des Preußeninstituts. Bd. 12). Ludwigsfelder Verlagshaus, Ludwigsfelde 2008,  (ISBN 978-3-933022-53-0).
- (Hrsg.): Geheimdienste, Militär und Politik in Deutschland (= Geheimdienstgeschichte. Bd. 2). Ludwigsfelder Verlagshaus, Ludwigsfelde 2008,  (ISBN 978-3-933022-55-4).
- (Hrsg.): Polizei in Preußen im 19. Jahrhundert. Ludwigsfelder Verlagshaus, Ludwigsfelde 2011,  (ISBN 978-3-933022-66-0).
- (Hrsg.): Als die Heimat zur Fremde wurde…. Flucht und Vertreibung der Deutschen aus Westpreußen. Aufsätze und Augenzeugenberichte. Köster, Berlin 2011,  (ISBN 978-3-89574-760-1).
- (Hrsg.): Geheimdienste in Deutschland. Affären, Operationen, Personen (= Geheimdienstgeschichte. Bd. 4). Ludwigsfelder Verlagshaus, Ludwigsfelde 2012,  (ISBN 978-3-933022-78-3).
- Kein Fall von „Ritueller Blutabzapfung“ – die Strafprozesse gegen den Rabbinatskandidaten Max Bernstein in Breslau 1889/90 und deren sexualpsychologischer Hintergrund. In: Fachprosaforschung – Grenzüberschreitungen. Band 8/9, 2012/2013 (2014), S. 483–516.
- (Hrsg.): Spione, Betrüger, Geheimoperationen. Fallstudien und Dokumente aus 275 Jahren Geheimdienstgeschichte (= Geheime Nachrichtendienste. Bd. 10). Köster, Berlin 2015,  (ISBN 978-3-89574-890-5).
- (Red.): Preußen als Lehre für unsere Gegenwart. Aufsätze zur preußischen Geschichte (= Schriftenreihe des Preußeninstituts. Bd. 14). Ludwigsfelder Verlagshaus, Ludwigsfelde 2015,  (ISBN 978-3-933022-77-6).
- (Hrsg.): Spionage, Doppelagenten und Islamistische Bedrohung. Aufsätze und Dokumente zur Geheimdienstgeschichte.  Ludwigsfelder Verlagshaus, Ludwigsfelde 2017,  (ISBN 978-3-933022-93-6).
- (Hrsg.): Spionage, Terror und Spezialeinsatzkräfte. Aufsätze und Dokumente zur Geheimdienstgeschichte. Verlag Dr. Köster, Berlin 2019,  (ISBN 978-3-89574-965-0).
- (Hrsg.): Spionage, Chiffren und chemische Kampfstoffe. Aufsätze und Dokumente zur Geheimdienstgeschichte. Verlag Dr. Köster, Berlin 2021,  (ISBN 978-3-96831-010-7).
- (Hrsg.): Atomspione, Waffenhändler und Umsturzversuche. Fallstudien und Dokumente aus 210 Jahren Geheimdienstgeschichte. Ludwigsfelder Verlagshaus Ludwigsfelde 2024  (ISBN 978-3-949572-04-3)